# Haaški kongres (1948)
Haaški Kongres je po mnenju mnogih predstavljal prvo federalistično gibanje v Evropski zgodovini. Potekal je v Haagu od 7-11 Maja 1948 s 750 evropskimi udeleženci in opazovalci, iz Kanade in ZDA.

Na Kongresu kjer so se zbrali predstavniki vseh struj političnega spektra, so razpravljali o zamisli o razvoju Evropskega političnega sodelovanja. Pomembne politične osebnosti, kot so Konrad Adenauer, Winston Churchill, Harold Macmillan, David Maxwell-Fyfe, Pierre-Henri Teitgen, François Mitterrand (oba ministra v vladi Roberta Schumana), trije nekdanji francoski premierji, Paul Reynaud, Édouard Daladier, Paul Ramadier, Paul van Zeeland, Albert Coppé in Altiero Spinelli.
Na kongresu je aktivno sodelovalo tudi ogromno filozofov, novinarjev, cerkvenih dostojanstvenikov, odvetnikov, profesorjev, podjetnikov in zgodovinarjev. Namen kongresa je bil politična, ekonomska in monetarna Unija Evrope. Ta konferenca predstavlja mejnik, ki je kasneje imel velik vpliv na Evropsko gibanje, ki je bilo ustanovljeno kmalu po kongresu.
Španski državnik Salvador de Madariaga je na kongresu predlagal ustanovitev Univerze Evrope, kjer bi diplomanti iz različnih držav, ki so nedavno tega bili v vojni en z drugim, živeli in se učili skupaj.
Kongres je razpravljal tudi o bodoči strukturi in vlogi Sveta Evrope. Teitgen in Maxwell-Fyfe sta bila ključna pri oblikovanju Konvencije o varstvu človekovih pravic in Temeljnih svoboščin pri Svetu Evrope.
Vloga kongresa je bila ozaveščanje javnosti za evropsko enotnost.  20. julija 1948, je v Haagu na srečanju ministrov Zahodnoevropske unije, Schumanov zunanji minister Georges Bidault predlagal ustanovitev Evropskega Zbora (realiziran kasneje v okviru Sveta Evrope) in carinsko ter gospodarsko unijo (kasneje Evropska skupnost za premog in jeklo in dveh skupnosti, ki sta kasneje nastali v okviru Rimskih pogodb). Tako so sklepi kongresa postali francoska vladna politika, nato pa predmet evropske vladne politike.